# Agence soudanaise de presse
L'Agence Soudanaise de Presse, aussi connu sous l'acronyme SUNA, est l'agence de presse officielle du Soudan. Il fournit des informations à d'autres organisations en anglais, en français et en arabe.

## Histoire et profil
L'Agence Soudanaise de Presse a été lancée en 1971,.Abdul Karim Mehdi a été le premier directeur de la SUNA. Puis Mustafa Amin a été directeur de l'agence jusqu'en 1985.